# Municipio de Foster (condado de Hutchinson)
El municipio de Foster (en inglés, Foster Township) es un municipio del condado de Hutchinson, Dakota del Sur, Estados Unidos. Tiene una población estimada, a mediados de 2022, de 267 habitantes.
Abarca una zona exclusivamente rural.

## Geografía
Está ubicado en las coordenadas 43°28′17″N 97°48′33″O / 43.47139, -97.80917 (43.471352, -97.809143). Según la Oficina del Censo, tiene una superficie total de 76.55 km², de los cuales 75.88 km² corresponden a tierra firme y 0.67 km² están cubiertos de agua.

## Demografía
Según el censo de 2020, en ese momento había 266 personas residiendo en la zona. La densidad de población era de 3.51 hab./km². El 92.86 % de los habitantes eran blancos, el 0.75 % eran afroamericanos, el 6.02 % eran amerindios y el 0.38 % era de una mezcla de razas. No había hispanos o latinos viviendo en la región.